# 라이하이역
라이하이역(일본어: 礼拝駅)은 일본 니가타현 가시와자키시에 위치한 동일본 여객철도 에치고선의 철도역이다. 단선 승강장 1면 1선의 구조를 갖춘 지상역이다.

## 역 주변
- 다나카 가쿠에이 기념관
- 가시와자키 시 니시야마마치 사무소

## 역사
- 1913년 12월 16일 : 에치고 철도의 니시야마 - 이시지 간에 신설 개업.
- 1927년 10월 1일 : 에치고 철도가 국유화. 국철 에치고선의 역이 됨.
- 1961년 10월 1일 : 화물 취급 폐지.
- 1987년 4월 1일 : 일본국유철도 분할 민영화에 의해, 동일본 여객철도가 승계.
- 1992년 : 현재의 역사가 개축.
- 1993년 : 간이 위탁 폐지, 무인화.

## 인접 역
| 동일본 여객철도 에치고선 | 동일본 여객철도 에치고선 | 동일본 여객철도 에치고선 |
| ------------------------ | ------------------------ | ------------------------ |
| 니시야마 가시와자키 방면 | ■ 에치고선               | 이시지 니가타 방면       |